# José María de Gispert de Baldrich
José María de Gispert i de Baldrich (Barcelona, ca 1808 - 13 de maig de 1852) va ser un polític espanyol.

## Ressenya biogràfica
Fill de Francesc de Gispert i Augirot nascut a Barcelona i Assumpció Baldrich Pellicer nascuda a Tarragona. Fou escollit diputat per Barcelona al Congrés dels Diputats a les eleccions legislatives del 1837 i 1844.
Fou Governador Civil de Barcelona del gener al juliol del 1845. Sent senador del Regne, va ser nomenat Cap Governador de Ia província de Saragossa per R.O. de 29 de desembre de 1849. Va prendre possessió del càrrec el 3 de gener de 1850.
Del 3 de gener de 1850 al 24 de juny de 1851 va ser President de la Diputació Provincial de Saragossa.
Mor el 13 de maig de 1852 a la Plaça Santa Anna núm 2 de Barcelona a l'edat de 44 anys.